# Verwaltungsgemeinschaft Elstal
Die Verwaltungsgemeinschaft Elstal im unterfränkischen Landkreis Rhön-Grabfeld wurde im Zuge der Gemeindegebietsreform am 1. Mai 1978 gegründet und zum 1. Januar 1980 bereits wieder aufgelöst.
Der Verwaltungsgemeinschaft hatten die Marktgemeinde Oberelsbach und die Gemeinde Bastheim angehört.